# Danelagen

Danelagen 878 e.Kr.

Danelagen (även känd som Danelagh; engelska: Danelaw; fornengelska: Denelagu) är en benämning som uppkom på 1000-talet på den del av norra och östra England som från ca 876 till 954 stod under danska herrars överhöghet.
Termen används även för att beskriva de lagar som fastställdes mellan den engelske kungen Alfred den store av Wessex och vikingakungen Guthrum sedan Guthrum förlorat slaget vid Edington år 878. Omkring år 886 slöts ett avtal mellan de båda kungarna som fastställde respektive rikens gränser och upprättade relationer dem emellan. Under 900-talets första hälft erövrade dock kungarna av Wessex större delen av det danska området; den sista danska staden, York, föll år 954.
Till följd av danskarnas besittning av stora delar av England kom ett flertal ord från nordgermanska språk att inlånas i engelskan.

## Geografi
Det område som berördes av Danelagen var grovt räknat det område i dagens England som ligger norr om en tänkt linje mellan London och Chester.
De fem befästa städer som kom att bli särskilt viktiga i Danelagen var Leicester, Lincoln, Nottingham, Stamford och Derby. Dessa städer, som ligger i nuvarande East Midlands, kom att kallas "Five Boroughs" (eller Five Burghs).
Den norska delen av nordvästra England räknas inte till Danelagen. 